# 루안샤

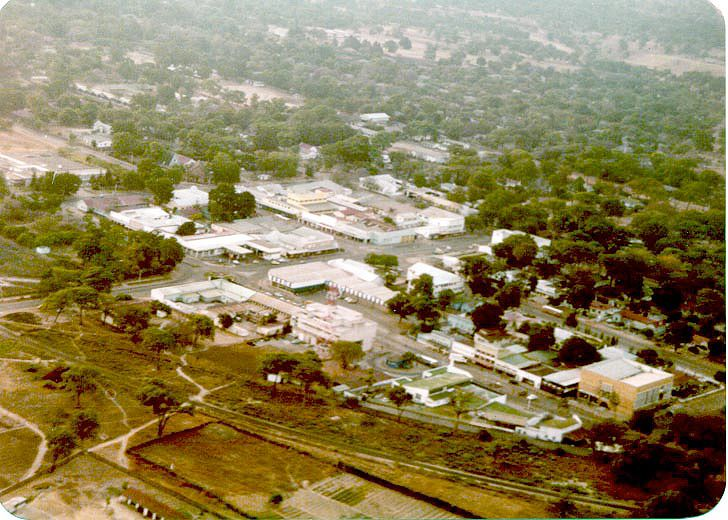
루안샤 시내

루안샤(Luanshya)는 잠비아의 도시로, 인구는 117,579명(2008년 기준)이다. 코퍼벨트 주 북부와 은돌라(코퍼벨트 주의 주도) 남쪽에 위치한다. 20세기 초반 구리 광산이 발견되면서 신설되었으며 20세기 중반에 들어서면서 크게 발전했다.